# أرشاش
أرشاش هي مجموعة موسيقية مغربية من منطقة سوس وتغني بتشلحيت.

## الـتاريخ

### الـتأسيس
تأسست مجموعة أرشاش في بداية سنة 1980 بمدينة الدار البيضاء على يد فنانين من مجموعات موسيقية أمازيغية مختلفة مثل مجموعة إزماز ولكن الفضل يرجع بالخصوص إلى علي شوهاد كقائد للمجموعة.
كانت الخاصية المميزة لمجموعة أرشاش هي انحدار جل عناصرها من جبال منطقة سوس، وبالضبط من قبيلة «إبركاك»، بمنطقة «إسافن» بالأطلس الصغير، بين طاطا وتارودانت. ومن المعروف أن المنطقة تمتاز بالانتشار الواسع لفن أحواش، وبالارتباط الوثيق لسكان المنطقة بالشعر والكلمة الموزونة من خلال مجموعة من الشعراء (أو«اٍنظامن»). ساهم عزيز الهراس في تأسيس المجموعة وهو ينتمي لمنطقة تفراوت القريبة من «إسافن»، وقد أعطى إضافة نوعية بحكم اٍنتمائه إلى أسرة فنية عريقة ومعروفة بالمنطقة.
لقد أدت كل هذه الجذور الفنية والموسيقية، والجغرافية والعائلية لأفراد المجموعة إلى ولادة مجموعة متميزة عن المجموعات الموسيقية الأمازيغية الأخرى والتي سبقت إلى الساحة الغنائية في المنطقة السوسية، كما أن أصول المجموعة القروية رغم استقرار عناصرها بمدينة الدارالبيضاء، أدى إلى التفاف جمهور غنائي عريض حول المجموعات، مقابل تخليه النسبي طبعا عن الروايس.

### الاسم
أصل اسم المجموعة «أرشاش» هو من اللغة الأمازيغية تاشلحيت والذي يعني الزخات المطرية.

## التوجه الفني
تميز التوجه الفني للمجموعة باستخدام مزيج من الآلات التقليدية والعصرية المعروفة لدى المجموعات الأخرى مثل «البانجو»، «الطام طام»، «ألون»، «القراقش» و«السنتير». بالإضافة إلى التوظيف المحكم لآلة «كنكا» الإيقاعية وكذا بتناولها لمواضيع مستمدة من تجارب الحياة، وتعاملها مع حكم ومعاني الشاعر الأمازيغي سيدي حمو الطالب، أكسبها شهرة واسعة ومن بينها، قصيدة «سيدي حمو الطالب» التي تغنت بها المجموعة، واختارت لها اسم الشاعر «سيدي حمو» نفسه:
إرحمك أسيدي حمو الطالب إنا إكلين
إلا أوزمز غ يكا يان إلا أوزمز غيقاي
ئيفولكي صبر غمكلي لحرير أور سار ئضبر يان

ئيغ ئصبر يان ئكار بنادم دنوب أد روران
غنت المجموعة الأشعار التي أبدعها أفراد المجموعة، وعلى رأسهم مولاي علي شوهاد، ومولاي إبراهيم اٍسكران، أكرام صالوت، المحفوظ كويو، ومولاي عبد الكبير شوهاد، وبالألحان الرابطة بين التراث الموسيقي الأمازيغي السوسي والعصري، بفضل الأستاذ مولاي الحسين وخاش، وتجدر الإشارة إلى أن أفراد المجموعة يحملون أسماءهم مسبوقة بعبارة «مولاي»، احتراما وتقديرا لهم.كما تمتاز المجموعة بالبحث في الإيقاعات، وكان لها الفضل الكبير في إنقاذ مجموعة من الإيقاعات، كانت آيلة للاندثار كالإيقاع المستعمل مثلا في قصيدة «سيدي حمو الطالب»، وغيرها من الإيقاعات. 

## الإصدارات
للمجموعة رصيدا غنائي مهما جدا تجاوز الثلاثين ألبوما، لما يفوق عن خمسة وعشرين سنة مند تأسيسها.
وفي سابقة لدى المجموعات الموسيقية الأمازيغية، استطاع أفراد المجموعة التوفيق بين إنتاجات المجموعة، وإنتاجاتهم الفردية، فقد قدم مولاي علي شوهاد وشقيقه عبد الكبير، في ألبومات غنائية شخصية، كباقي أعضاء المجموعة ضمن مجموعة اٍبركاك التي تحمل اٍسم قبيلتهم.

## التكريم
تم تكريم مجموعة أرشاش في نهاية سنة 2019 من خلال حفل تم تنظيمه في الإذاعة الأمازيغية بالمغرب.

## روابط خارجية
- فن "أحواش" على يوتيوب
- كتاب المجموعات الغنائية العصرية السوسية. فكر، تاريخ وفن مجموعة أرشاش